# Iniciativa privada
La iniciativa privada, iniciativa individual, iniciativa particular o libre iniciativa es uno de los fundamentos básicos que rigen el sistema económico capitalista, por oposición a la iniciativa pública o iniciativa estatal.
Consiste en el predominio de la empresa privada, libre empresa o sector privado de la economía sobre el sector público y el intervencionismo del Estado; y sobre la propiedad pública; y el juego de la oferta y demanda que determina la actividad de cada agente económico según el principio de la mano invisible definido por Adam Smith.

Las teorías que desarrollamos explican por qué los mercados sin trabas, a menudo, no solo no alcanzan justicia social, sino que ni siquiera producen resultados eficientes. Por determinados intereses, aún no ha habido un desafío intelectual a la refutación de la mano invisible de Adam Smith: la mano invisible no guía ni a los individuos ni a las empresas —que buscan su propio interés— hacia la eficiencia económica.

Paradójicamente, también es muy habitual la oposición de los conceptos de iniciativa individual y empresa individual a la tendencia (también propia del capitalismo en ausencia de controles al libre juego de la oferta y la demanda en un mercado libre) que lleva a la conformación de grandes empresas y especialmente a la de monopolios. 
La iniciativa privada no se limita a las actividades directamente lucrativas, sino que se extiende a las no lucrativas, con muy diversos fines, como las fundaciones; confluyendo con la llamada iniciativa social, como las organizaciones no gubernamentales.